# Eusterinx tobiasi
Eusterinx tobiasi là một loài tò vò trong họ Ichneumonidae.